# Биљна онтогенеза
Биљна oнтогенеза (ὤν, gen. ὄντος - биће и γένεσις - настајање) индивидуални је развој, односно свеукупност сукцесивних морфолошких, физиолошких и биохемијских трансформација које претрпи организам од оплођења (код генеративне репродукције), или од момента одвајања од матичног организма (код вегетативног размножавања) до краја живота. Термин "онтогенеза" у науку је 1866. године увео Ернст Хекел. Током онтогенезе одвија се процес реализације генетске информације добијене од родитељских индивидуа.
Код биљака онтогенеза је процес трансформација од зигота из кога настаје организам до формирања гамета од стране тог организма. Онтогенеза биљака има ембрионалну фазу (од зигота до клијања), јувенилну (од клијања до формирања цветова) и репродуктивну, генеративну или адултну (од формирања цветова до формирања гамета). У оквиру репродуктивне фазе су и спорогенеза (стварање спора) и гаметогенеза (стварање гамета).

## Фазе онтогенезе
Животни циклус биљака састоји се из две фазе:
- вегетативне
- репродуктивне

Њихово трајање варира у зависности од представника биљака. Генерално је у највећој мери условљена дужином животног циклуса. Код једногодишњих биљака обе фазе су кратке, док су код вишегодишњих дуже.

## Вегетативна фаза
Представља фазу у развићу биљака која обухвата развитак ембриона, клијање семена, као и раст и сазревање биљке.

### Семе и његово клијање
Семе је класичан пример еволутивне прилагођености код биљака и јако важан фактор при њеном размножавању који у приличној мери доприноси опстанку биљака. Семе се састоји од семењаче, клице и ткива за магационирање. Прва има улогу у заштити ембриона од фактора из спољашње средине који би могли на њега да утичу. Клица је у ствари тај ембрион који се претходно развио и који зачетак биљке која ће од њега настати, а ткива за магационирање садрже резервне материје(скроб, протеине, масти).
При довољном присутству кисеоника, воде и одговарајућој температури долази до клијања, осим код дормантног семена, за које су потребни и додатни услови. Оно почиње имбибицијом, односно усвајањем воде, које је претходно у семену било само у минималним количинама. Долази до активације појединих ензима, појачава се дисање чиме се стварају услови за настанак АТП-а. Како је он носилац енергије, неопходне за добијање органских супстанци, после његове наградње клијавац се даље развија.
У зависности од тога да ли котиледони остају у земљи или излази у спољашњу средину клијање делимо на:
- хипогеично-први случај
- епигеично-други случај

### Раст
Растење биљке је последица размножавања и раста биљних ћелија.
Раст се одвија у појединим деловима биљке, које се називају зонама издуживања.
Раст биљке, условљен растом и повећањем броја биљних ћелија можемо поделити на следећа фазе:
1. деоба
2. раст
3. диференцијација

Последња фаза обухвата успостављање функција које ће те ћелије обављати.

### Крај вегетативне фазе
Када биљка стекне одређен ниво развијености ова фаза се завршава и почиње нова- репродуктивна фаза. Треба напоменути да није неопходно постојање те друге фазе, па је могуће да не дође до ње. Тако је вернализација фактор који на то битно утиче.

## Репродуктивна фаза
Овој фази припада развитак цвета, плода и семена, као и старење биљке.

### Развијање плода
Пошто дође до цветања биљке, следи њено опрашивање. Полен са прашника(1) једне биљке се преноси на тучак(2) других биљака исте врсте, где долази до оплођења. Пошто се оно деси настаје плод и нова семена, па цео циклус почиње испочетка.

### Старење биљке
Процес старења код листопадних биљака се огледа у одбацивању листова. Пошто се органске супстанце смештене у њима повлаче у изданке и пупољке и тако се чувају за нову вегетативну фазу. Пошто се хлорофил деловима разграђује лишће губи своју карактеристичну зелену боју. Промене су условљене и утицајем биљних хормона.